# Deutsche Arbeiterpartei (Österreich-Ungarn)
Die Deutsche Arbeiterpartei (DAP) war eine 1903 gegründete, deutschnationale Partei in Österreich-Ungarn, aus der 1918 die Deutsche Nationalsozialistische Arbeiterpartei (DNSAP) bzw. nach dem Zerfall der Habsburgermonarchie die tschechoslowakische DNSAP, die österreichische DNSAP und eine kleine Splitterpartei im polnischen Schlesien hervorging. In Bayern wurde 1919 ebenfalls eine Deutsche Arbeiterpartei (DAP) gegründet, die sich jedoch unter dem Einfluss von Adolf Hitler 1920 in Nationalsozialistische Deutsche Arbeiterpartei (NSDAP) umbenannte.

## Geschichte

### Vorgeschichte
Die deutschsprachigen Gebiete Böhmens waren im Vergleich zum restlichen Cisleithanien stark industrialisiert. In den 1880er Jahren kam es dort zu einem verstärkten Zuzug tschechischsprachiger Arbeiter aus den mittelböhmischen Regionen, die bereit waren für niedrigere Löhne zur arbeiten. In Reaktion auf diesen Lohndruck wanderten einerseits Arbeiter in die benachbarten hoch industrialisierten sächsischen Gebiete aus, andererseits wurden Arbeiterschutzvereine gegründet, die Arbeitsverbote für tschechische Arbeiter in deutschen Siedlungsgebieten erwirken sollten. 1893 gründete der Handwerksgeselle Franz Stein den Bund deutscher Arbeiter Germania, der die Keimzelle für die Verbreitung Georg von Schönerers Alldeutscher Bewegung in der deutschböhmischen Arbeiterschaft darstellte. 1898 wurde vom Schriftsetzer Ferdinand Burschofsky und dem Buchbindergesellen Ludwig Vogel der Verband deutscher Gehilfen- und Arbeitervereinigungen in Österreich (auch Mährisch-Trübauer Verband genannt) gegründet, der als Dachverband für die verschiedenen deutschen Gesellen- und Arbeitervereine dienen sollte.
Die sozialen und nationalen Spannungen führten auch zu Aufspaltungen in der Sozialdemokratie. Bereits 1893 wurde von tschechischen Sozialdemokraten der Aufbau einer eigenen nationalen Organisation beschlossen. 1897 sprach eine Versammlung tschechischer nationaler Arbeiter der internationalistisch orientierten Sozialdemokratie das Recht ab, als Vertreter tschechischer Arbeiter zur wirken und erklärte, „die gesamte tschechische Arbeiterschaft zu einem gewaltigen gesunden Ganzen“ zusammenfassen zu wollen. Im April 1898 wurde die Tschechische National-Soziale Partei offiziell gegründet.
Durch den Bund deutscher Arbeiter Germania konnten viele Arbeiter bei der Reichsratswahl 1901 zur Wahl der Alldeutschen Vereinigung gewonnen werden, die 21 Mandate erzielte, ihr historisch bestes Ergebnis. Doch kurz darauf kam es zu einer Krise zwischen dem Parteigründer und einer Gruppe um Karl Hermann Wolf, die sich daher als Freialldeutsche abspalteten. Die Krise griff auch auf die Arbeiterschaft über: Während Stein an Schönerers Richtung festhielt, plädierte der Mährisch-Trübauer Verband – unterstützt von Wolf – für die Bildung einer eigenen nationalen Arbeiterpartei. Nachdem der Beschluss zur Parteigründung getroffen war, wurde der Mährisch-Trübauer Verband 1903 aufgelöst.

### Parteigeschichte
Am 14. November 1903 wurde im böhmischen Aussig an der Elbe von Ferdinand Burschofsky die erste Ortsgruppe der Deutsche Arbeiterpartei gegründet. Weitere Gründungsmitglieder der Partei waren Hans Knirsch und Wilhelm Prediger.
Die Deutsche Arbeiterpartei befand sich von Anfang an im Gegensatz zur tschechischen Nationalbewegung, die wie andere Gruppen in der k.u.k.-Monarchie mehr Selbstbestimmung und Unabhängigkeit von der Regierung in Wien verlangten. Die Vertreter der Partei sahen ihre Aufgaben so zunehmend in einem kämpferischen und intoleranten „Volkstumskampf“.
Beim ersten Reichsparteitag in Trautenau am 15. August 1904 wurde das von Alois Ciller verfasste Trautenauer Programm zum offiziellen Parteiprogramm erhoben, das viele Forderungen aus dem deutschnationalen Linzer Programm von 1882 wiederholte. Aber es enthielt auch demokratische und sozialreformerische Forderungen, wie die Einführung des allgemeinen und freien Wahlrechts, Rede- und Pressefreiheit, umfassende politische Selbstverwaltung etc. Es richtete sich scharf gegen reaktionäre, feudale, klerikale und kapitalistische Bestrebungen. Angestrebt wurde, neben der Wahrung der Interessen der Deutschösterreicher, insbesondere in Böhmen, Mähren und Österreichisch-Schlesien, auch eine gesellschaftliche Verbesserung der Situation der Arbeiterschaft und deren Befreiung von wirtschaftlicher, politischer und kultureller Unterdrückung. Die Lösung der sozialen und ökonomischen Probleme wurde in einer Verbindung aus sozialen und nationalen Forderungen im Sinne eines nationalen Sozialismus gesehen.
Bereits 1906 gelang der Partei der Einzug in den mährischen Landtag. Bei der Reichsratswahl 1907 koalierte die Partei mit den Freialldeutschen Wolfs. Nach einem schlechten Abschneiden der Partei – sie erhielt in Böhmen nur 3.500 Stimmen – fühlten sich viele Funktionäre von Wolf nur für seine Ziele benutzt und die Partei trennte sich in der Folge völlig von ihm. 1908 stieß der junge Rechtsanwalt Walter Riehl zur DAP, der zuvor in der Sozialdemokratie aktiv war. Auch der ehemalige Schönerianer Rudolf Jung trat der Partei bei. Die beiden wurden in der Folgezeit zu wichtigen Propagandisten für den „nationalen Sozialismus“ und die durch ihn zu schaffende „Volksgemeinschaft“. Bei der Reichsratswahl 1911 konnte der Stimmenanteil auf 26.000 erhöht werden und die Partei zog erstmals mit drei Vertretern in den Reichsrat ein (Hans Knirsch, Adam Fahrner und Ferdinand Seidl).
Auf dem Iglauer Reichsparteitag von 1913 wurde von den Delegierten ein neues, maßgeblich von Rudolf Jung verfasstes Parteiprogramm verabschiedet (das Iglauer Programm), in dem man sich als „freiheitlich völkische Partei“ definierte. Es war deutlich aggressiver in seiner nationalistischen und antimarxistischen Stoßrichtung auf Kosten der radikal-demokratischen und sozialen Forderungen des ersten Programms. Noch spielte dabei der Antisemitismus eine nur untergeordnete Rolle, er gewann aber in den nächsten fünf Jahren zunehmend an Bedeutung.
Erster Vorsitzender der Partei wurde Wilhelm Prediger. Seine Nachfolger waren Otto Kroy und Ferdinand Ertl. Nach dem freiwilligen Rücktritt von Ertl wurde 1912 Hans Knirsch zum Reichsvorsitzenden der Partei gewählt.
1918 wurde Walter Riehl Obmannstellvertreter und Geschäftsführer der DAP.
Am 4. und 5. Mai 1918, wenige Monate vor dem Ende des Krieges, fand in Wien der letzte Reichsparteitag statt, in dessen Verlauf vorgeschlagen wurde, den Namen der Partei in Deutsche Nationalsozialistische Arbeiterpartei (DNSAP) zu ändern. Im August 1918 wurde dieser Vorschlag auf einer Parteikonferenz angenommen und umgesetzt. Bei dieser Konferenz wurde auch ein neues, wieder hauptsächlich von Rudolf Jung verfasstes Programm beschlossen, in dem die Zusammenfassung des gesamten deutschen Siedlungsgebiets in Europa zum demokratischen, sozialen Deutschen Reich gefordert wurde. Das Verkehrswesen, Bodenschätze, Wasserkraft, Versicherungs- und Anzeigenwesen sollte verstaatlicht oder vergesellschaftet werden. Die Herrschaft der „jüdischen Banken über das Wirtschaftsleben“ sollte beseitigt werden, an ihre Stelle sollten „nationale Volksbanken“ treten.
Durch den Zerfall der Habsburgermonarchie wurde auch die DNSAP in drei Organisationen geteilt: Die tschechoslowakische DNSAP, die österreichische DNSAP und eine kleine Gruppe im polnisch gewordenen Teil des Teschener Schlesiens, die 1931 in der Jungdeutschen Partei (JDP) aufging.